# Coccoloba clementis
Coccoloba clementis är en slideväxtart som beskrevs av Howard. Coccoloba clementis ingår i släktet Coccoloba och familjen slideväxter. Inga underarter finns listade i Catalogue of Life.